# 2000 Songs of Farida
2000 Songs of Farida (en uzbeco, Faridaning ikki ming qoʻshigʻi), también traducida como Farida's 2000 Songs, es una película dramática uzbeka de 2020 dirigida por Yalkin Tuychiev. Está ambientado en Asia Central en 1920.
La película se estrenó en el Festival de Cine de Adelaida el 17 de octubre de 2020 y se proyectó un par de semanas después en el Festival Internacional de Cine de Busan de 2020. Fue seleccionada como la entrada de Uzbekistán a la Mejor Película Internacional en la 93.ª edición de los Premios Óscar, pero fue descalificada debido a que el formato correcto de la película no se presentó antes de la fecha límite. Sin embargo, se volvió a presentar para el año siguiente.

## Sinopsis
La película está ambientada en un lugar rural de Asia Central (actual Uzbekistán) durante la guerra civil que siguió a la Revolución Rusa de 1917, que se extendió a las colonias rusas de la región. Ambientada en 1920, las fuerzas bolcheviques se están acercando, cerca de la victoria para tomar el control de la república.
La historia se centra en un terrateniente en una zona rural, que ya tiene tres esposas, y su vida se ve interrumpida cuando una cuarta esposa llega a su casa. Se ha casado con la nueva esposa más joven porque sus otras esposas no le habían dado un heredero, pero trata mal a sus esposas, y las mujeres forjan relaciones cercanas entre ellas. La llegada de los bolcheviques significa que el papel de la mujer en la sociedad cambiará.

## Reparto
- Sanobar Haqnazarova como La esposa de Kamil
- Bahrom Matchanov como Kamil
- Ilmira Rahimjanova como La esposa de Kamil
- Yulduz Rajabova como La esposa de Kamil
- Marjona Uljayeva como La esposa de Kamil

## Temas
Un crítico describió la película como "una historia sobre los cambios en la vida de las mujeres locales bajo el patriarcado y la guerra que se desarrolla a su alrededor. Usando el ejemplo de una familia local, la película analiza cómo los eventos históricos de principios del siglo pasado en Turkestán afectaron la vida de la población de esta región".
El director dijo: "Esta película no es una decoración histórica ni una exhibición de museo... sino la exploración de una vida real, personas reales, su realidad, dignidad y verdad... que traspasa las fronteras de la historia, la mentalidad, nacionalidad y raza para alcanzar un verdadero sentido de humanidad".
World Film Reviews la calificó como una "película engañosamente inteligente", con los últimos 20 minutos particularmente emocionantes.

## Producción
2000 Songs of Farida fue dirigida por Yalkin Tuychiev, un director de Tashkent, nacido en 1977 cuando Uzbekistán todavía era una república soviética, cuyas películas anteriores habían sido seleccionadas para festivales internacionales de cine antes. Fue producido por Shavkat Rizayev.
Llamado Faridaning ikki ming qoʻshigʻi en idioma uzbeko, el título de la película también se ha traducido como Farida's 2000 Songs. La película hace uso de tomas largas, mostrando el paisaje seco y rural alrededor de la casa donde se desarrolla toda la acción.

## Lanzamiento
La película se estrenó en el Festival de Cine de Adelaida el 17 de octubre de 2020, y también fue seleccionada para el Festival Internacional de Cine de Busan de 2020, donde se proyectó un par de semanas después.
Su estreno en Alemania fue en el festival GoEast, con sede en Wiesbaden, pero gran parte en línea, en abril de 2021, y se proyectó en la 6.ª edición del Festival de Cine de la Montaña de Ulju, un festival de cine celebrado en los Alpes de Yeongnam en el Sur Corea dedicada a películas sobre montañas y alpinismo. Fue catalogada como la primera de doce películas imperdibles en el festival.

## Recepción
La película se presentó a los Globos de Oro en 2020, pero no fue nominada. El crítico del sitio web lo llamó una película rara:
Fue seleccionada como la entrada de Uzbekistán a la Mejor Película Internacional en la 93.ª edición de los Premios Óscar. Sin embargo, la película fue descalificada, porque la Comisión de Cine de Uzbekistán no envió a tiempo el formato requerido de la película a la Academia. Se volvió a presentar para el año siguiente.
En la sexta edición del Asian World Film Festival anual en Los Ángeles en 2021, 2000 Songs of Farida ganó el premio Snow Leopard Audience.